# Janus (étoile)
Pour les articles homonymes, voir Janus.
Désignations
Janus, également connue sous la désignation ZTF J203349.8+322901.1, est une naine blanche en transition située à plus de 1 300 années-lumière, dans la constellation du Cygne. Elle a été découverte en 2019 par le Zwicky Transient Facility (ZTF), situé à l'observatoire Palomar, lors d'une recherche de naines blanches périodiquement variables.  
Des observations ultérieures utilisant le spectromètre d'imagerie à basse résolution (LRIS) de l'observatoire W. M. Keck ont révélé sa nature à deux faces, avec un hémisphère dominé par l'hydrogène et l'autre par l'hélium.

## Propriétés
ZTF J203349.8+322901.1 est située à plus de 1300 années-lumière dans la constellation du Cygne, avec une masse comprise entre 1,2 et 1,27 masses solaires (1,21 pour un noyau oxygène-néon et 1,27 pour un noyau carbone-oxygène), un rayon de 3400 km et une température de surface d'environ 35 000 kelvin. Elle est rare car elle possède deux hémisphères constitués de gaz différents, l'un dominé par l'hydrogène et l'autre par l'hélium. Une autre étoile, GD 323, présente cette caractéristique, bien que de manière beaucoup plus subtile.  
La période de rotation de Janus a été observée en utilisant CHIMERA, un photomètre d'imagerie à grande vitesse, et HiPERCAM, un imageur à cinq faisceaux (données collectées lors des nuits des 6 et 9 septembre 2021 pour un total de 2,1 heures), tous deux situés sur le Gran Telescopio Canarias, révélant une période de 14,97 minutes, ce qui est beaucoup plus rapide que ce qui est habituellement observé chez les naines blanches (de quelques heures à quelques jours). Au fur et à mesure qu'elle tourne, son spectre passe de lignes d'hydrogène uniquement à des lignes d'hélium uniquement aux phases ≈ 0 et 0,5, respectivement. Aucune séparation de Zeeman n'a été observée. Les deux hémisphères ont été mesurés à des températures différentes, avec le côté hydrogène à 34 900 K et le côté hélium à 36 700 K,.

## Théories
Il existe plusieurs théories expliquant pourquoi les hémisphères de ZTF J203349.8+322901.1 sont si nettement définis et de compositions différentes,,.  
La première théorie repose sur l'idée que les naines blanches traversent une phase évolutive où l'hélium descend vers le bas et l'hydrogène monte vers le haut en raison de leur masse. On suppose que Janus a été observée à un stade intermédiaire de cette phase et qu'elle quitte l'écart DB en direction de devenir une naine blanche DB,.  
La deuxième théorie est basée sur des champs magnétiques asymétriques : si un hémisphère possède un champ magnétique plus fort que l'autre, la pression magnétique au pôle sera plus élevée, ce qui poussera l'hydrogène à diffuser vers le pôle en raison du gradient de pression ionique, nécessitant un champ magnétique d'au moins plusieurs dizaines de kGs, et inférieur à quelques MG.  
La troisième théorie suggère que ZTF J203349.8+322901.1 est le résultat de la fusion de deux naines blanches, en raison de sa grande masse et de sa courte période de rotation,.